# Etheostoma brevispinum
Etheostoma brevispinum är en fiskart som först beskrevs av William Chambers Coker 1926.  Etheostoma brevispinum ingår i släktet Etheostoma och familjen abborrfiskar. Inga underarter finns listade i Catalogue of Life.